# Tantilla jani
Tantilla jani este o specie de șerpi din genul Tantilla, familia Colubridae, descrisă de Günther 1895. Conform Catalogue of Life specia Tantilla jani nu are subspecii cunoscute.